# Groupe L'Express
Pour les articles homonymes, voir Express.
Le Groupe L'Express, anciennement Express-Roularta ou Groupe Altice Media , est un groupe de presse français créé en 1955. Il publie notamment le magazine L'Express.
Depuis août 2019, il est détenu en totalité par l'homme d'affaires français Alain Weill.

## Histoire
Le groupe, anciennement nommé Groupe Express-Roularta ou Groupe Altice Media, est composé de la fusion en 2006 de deux entités : le groupe Express-Expansion, détenu par la Socpresse, et les 21 titres français exploités par le groupe belge Roularta Media Group. 
Le 23 novembre 2005, Roularta acquiert 35 % du groupe Express-Expansion et fait son entrée au conseil de surveillance.
En juin 2006, l'acquisition complète du groupe Express-Expansion est finalisée.

### 2015: Rachat du groupe Express-Roularta par Patrick Drahi
Le 9 juin 2015, le groupe Roularta confirme avoir cédé au milliardaire franco-israélien Patrick Drahi l'intégralité des titres contrairement au projet initial qui prévoyait de céder uniquement les titres les moins rentables.
Le 17 août 2015, le groupe est rebaptisé Groupe Altice Media.
En 2016, Rik de Nolf, qui avait pris la direction de Roularta Media Group, succèdant à son père, Willy De Nolf, décède prématurément. Son beau-fils, Xavier Bouckaert, reprend le contrôle du groupe.
Le 7 juillet 2016, SFR Group annonce la réorganisation de SFR Média qui intègre désormais le groupe Altice Media, rebaptisé groupe L'Express, dans SFR Presse.
Le 11 octobre 2016, Guillaume Dubois est nommé directeur général délégué du groupe L'Express ainsi que directeur de la publication des magazines du groupe.
En juin 2017, SFR présente au groupe L'Express un projet de cessions de certains titres de presse afin de se recentrer sur « l'information générale, nationale et internationale, l'actualité, l'analyse et les enquêtes ». Les titres décorations font l'objet d'une proposition de reprise de François Dieulesaint, actuel directeur général délégué du groupe L'Express, qui quittera ensuite l'ensemble de ses fonctions au sein de SFR Presse.  Marc Laufer fait quant à lui connaître son intention de reprendre Job Rencontres et Le Salon du travail.
En octobre 2017, Première Media, filiale de la holding qui détient notamment Première et Le Film français, reprend officiellement Studio Ciné Live. Le groupe Valmonde rachète Mieux vivre votre argent. La Lettre de l'Expansion rejoint Wansquare, filiale du groupe Figaro, le 1er octobre 2017. Les éditions Médias Culture et Communication (EM2C), société indépendante fondée par Jean-Jacques Augier et Stéphane Chabenat, rachètent Lire, Classica et Pianiste.
En mars 2018, SFR officialise le projet de cession du magazine Point de vue et finalise ainsi le recentrage de son pôle de presse écrite.

### 2019: Reprise du groupe par Alain Weill
En février 2019, l’hebdomadaire est repris à titre personnel par Alain Weill, le président d’Altice France et fondateur de NextRadioTV (BFM TV, RMC…). Sa société propre, News Participations, détiendra 51 % du capital, le solde restant dans les mains d’Altice France, maison mère de l’opérateur télécoms SFR.
Le 12 février 2019, Alain Weill annonce « un projet radical » afin de relancer L'Express. Son plan de relance prévoit la suppression d'une quarantaine de postes parmi les 180 salariés de la publication (dont 110 sont en CDI). Les départs s'effectueront dans le cadre de la clause de cession qui permet aux journalistes de démissionner tout en touchant des indemnités en cas de changement d'actionnaire à la tête de leur publication. Il prévoit également la disparition du pôle d’investigation et de la documentation, la suppression des pages consacrées aux grands récits et fusionne les services idées, livres et culture. Alain Weill précise que son objectif est de faire de ce journal un The Economist français.  
En juillet 2019, Altice France se séparant du Groupe L'Express, celui-ci quitte ses locaux de l'Altice Campus et déménage au 112 avenue Kléber dans le 16e arrondissement de Paris.
En juillet 2023, Altice France vend ses parts restants à Alain Weill qui devient seul actionnaire,.
En 2024, le groupe L'Express dépose un dossier de candidature auprès de l'Arcom en vue d'obtenir une autorisation d'émettre sur la TNT. Ce dernier est retenu et le projet L'Express TV est auditionné le 15 juillet 2024 par les membres du collège de l'Autorité,. À l'issue des auditions, L'Express TV n'est pas sélectionné par le régulateur.

## Identité visuelle (logo)

Ancien logo du Groupe Express-Roularta.
Ancien logo du Groupe Altice Media de 2015 à 2017.
Logo du Groupe L'Express depuis 2017.

## Activités

### Presse
En 2017 et 2018, le groupe effectue un recentrage de ses activités en presse écrite autour de L'Express et L'Express diX (anciennement L'Express Styles) ainsi que My Cuisine (anciennement Zeste).
Anciens actifs :
- Sonovision, Hifi Video et Prestige Audio Video (vendus à Transoceanic en 2009[24]) ;
- L'Entreprise (publication stoppée en 2013) ;
- L'Expansion (publication stoppée en 2016[25]) ;
- L'Étudiant (vendu à Marc Laufer en 2017[26]) ;
- Studio Ciné Live (vendu à Première en 2017) ;
- Mieux vivre votre argent (vendu au groupe Valmonde en 2017) ;
- La Lettre de l'Expansion (vendu à WanSquare en 2017) ;
- Lire, Classica et Pianiste (vendus à EM2C en 2017) ;
- Maisons Côté Sud, Maisons Côté Ouest, Maisons Côté Est, Vivre Côté Paris (vendus en 2017) ;
- Job Rencontres et le Salon du travail (vendus en 2017) ;
- Point de vue (vendu en 2018).

### Site internet
En avril 2011, le groupe fait l'acquisition du site communautaire Ulike.net. Puis en 2015, le groupe fait l'acquisition du site de décoration Decovery.fr.
| Zone          | Avril 2010 | Septembre 2010 | Mars 2011   | Mai 2016   | Mai 2017    |
| ------------- | ---------- | -------------- | ----------- | ---------- | ----------- |
| Totale Visite | 12 605 677 | 14 953 380     | 23 393 983  | 40 174 952 | 54 611 814  |
| Visite France | 10 745 759 | 12 978 035     | 19 888 031  | 33 301 226 | 47 969 178  |
| Pages vues    | 59 921 096 | 62 754 009     | 106 281 321 | 99 998 558 | 133 928 912 |

## Organisation

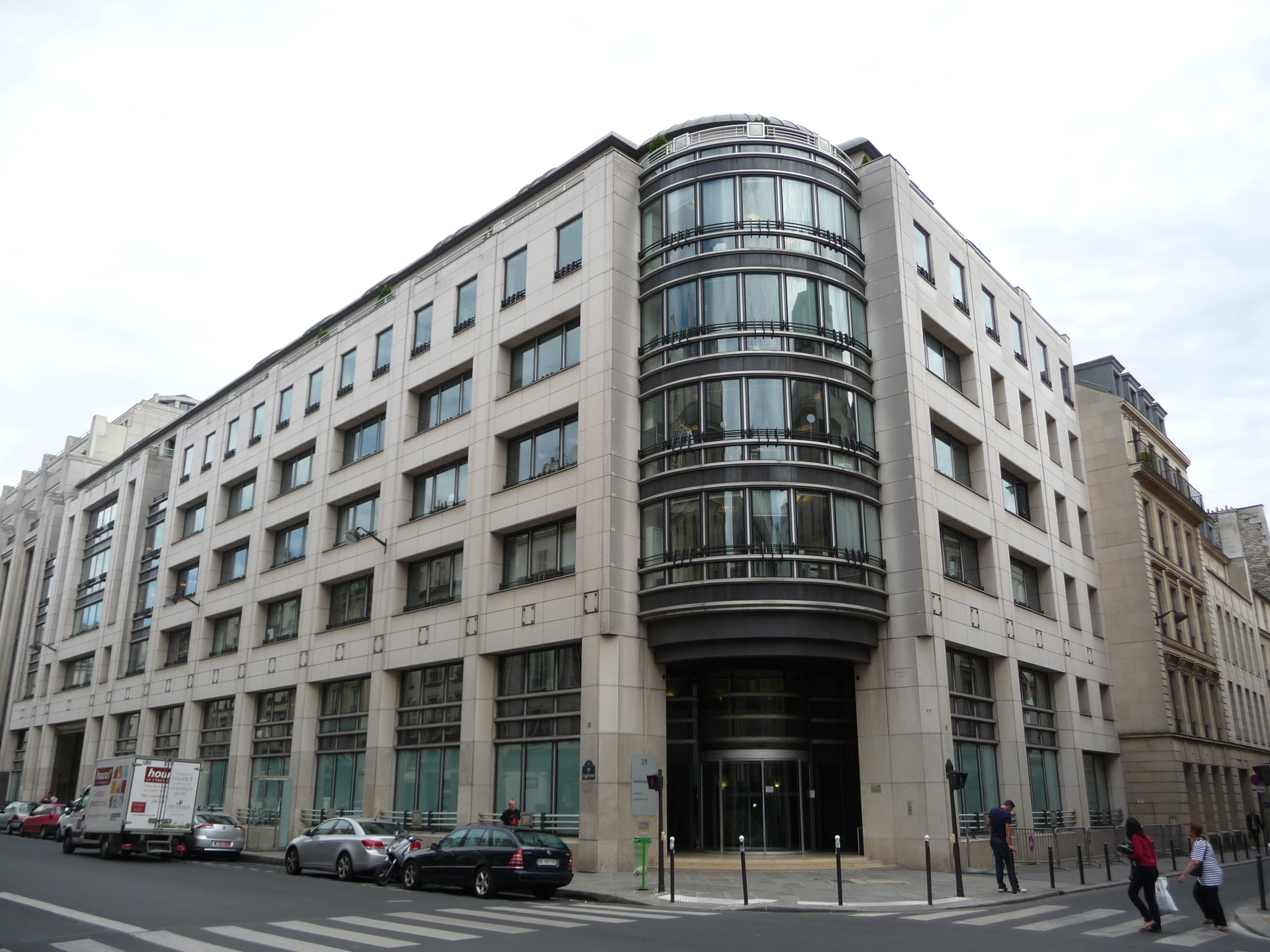
Ancien siège social du groupe, au 29 rue de Châteaudun à Paris.

### Effectif
Le groupe possédait 742 salariés en 2014 contre 397 en 2016, et 179 en 2018.

### Données financières
| Années             | 2016    | 2017    | 2018    | 2019        | 2020        |
| ------------------ | ------- | ------- | ------- | ----------- | ----------- |
| Chiffre d'affaires | 121 321 | 99 760  | 60 252  | 40 208 100  | 25 656 100  |
| Résultat net       | - 2 327 | - 6 603 | -13 210 | -32 392 000 | -10 775 300 |
| Effectif           | 397     | 390     | 179     | 178         | 135         |